# 蘇我入鹿
蘇我 入鹿（そが の いるか）は、飛鳥時代の豪族。蘇我蝦夷の子。父を継いで大臣となり皇極天皇の下で権勢を振るったが、対立する上宮王家を排斥するなどの専横を憎まれ、乙巳の変で中大兄皇子と中臣鎌足らにより討たれた。

## 生涯

蘇我氏略系図

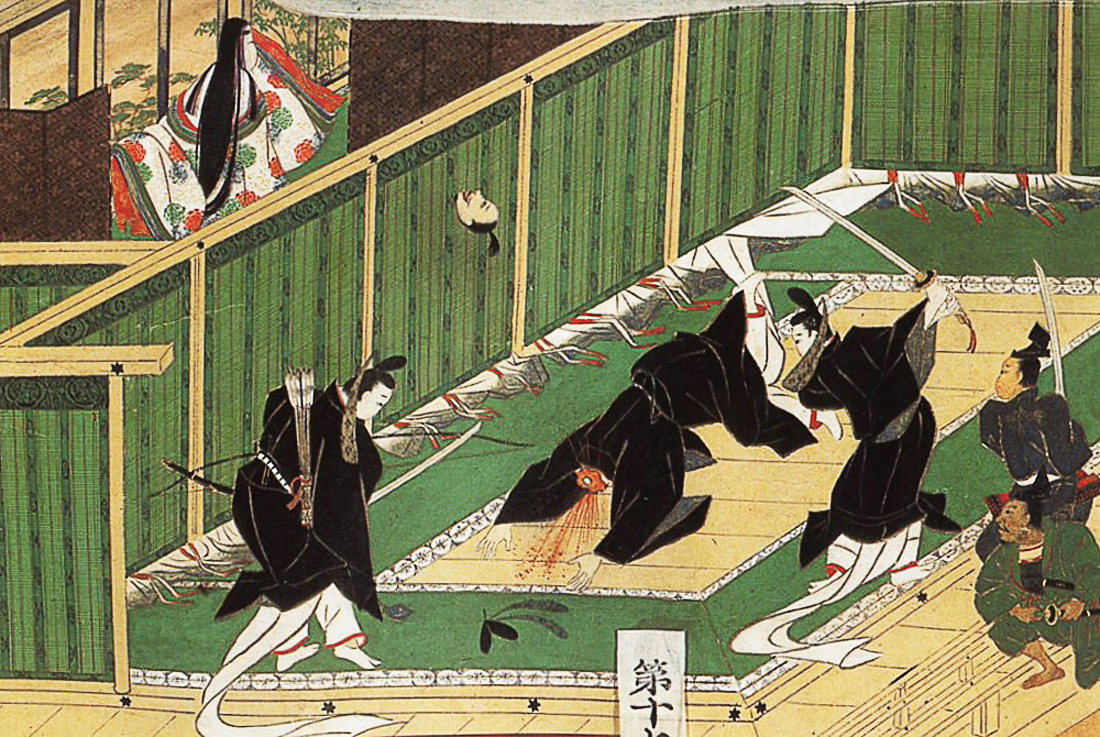
乙巳の変
江戸時代、住吉如慶・具慶の合作によって描かれたもの。左上は皇極天皇。 談山神社所蔵『多武峰縁起絵巻』（奈良県桜井市）

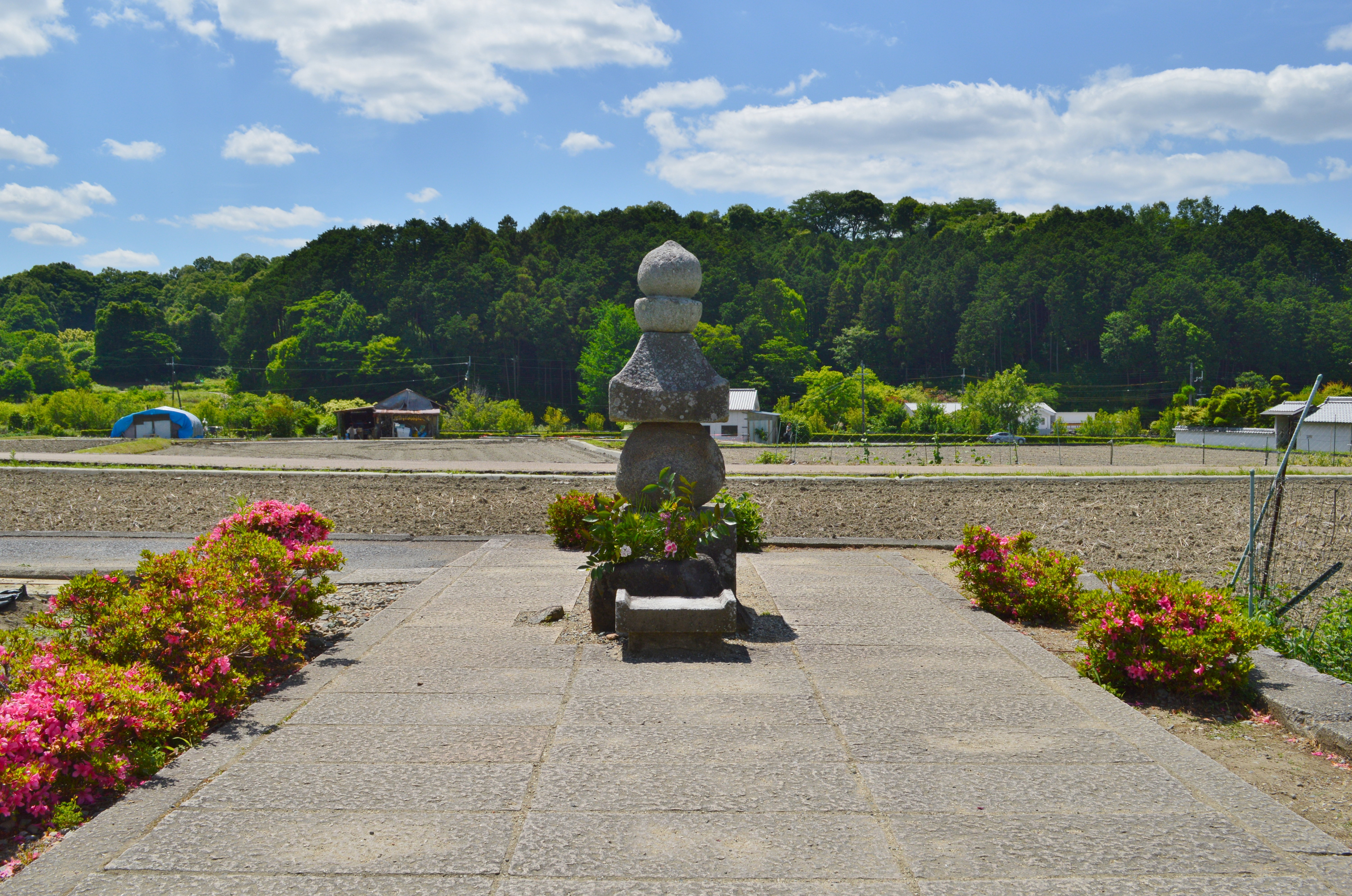
蘇我入鹿首塚と甘樫丘

以下は主に『日本書紀』などの記述による。日付は旧暦。
青少年期は僧・旻に学問堂で学び、「吾が堂に入る者に宗我大郎（蘇我入鹿のこと）に如くはなし」と言われる程の秀才だったと言われる。
蝦夷が大臣であった皇極天皇元年（642年）、皇極天皇の即位に伴い、父に代わって国政を掌理する。同年7月23日には従者が白色の雀の雛を手に入れた。雀は祖父の蘇我馬子を表された事があるとされている。
皇極2年（643年）には、蝦夷が非公式に「紫冠」を入鹿に授け、大臣（オホマヘツキミ）としたとされ、蘇我氏の「専横」の一例とされるが、近年の研究によれば、蘇我氏内部の氏上の継承はあくまで氏族内部の問題であり、冠位十二階から独立した存在である「紫冠」は、蘇我氏内部で継承したとしても何ら問題はなかったとされる。
皇極天皇2年11月1日（643年12月20日）、入鹿は巨勢徳多、土師猪手、大伴長徳および100名の兵に、斑鳩宮の山背大兄王を襲撃させた。山背大兄王が皇位継承を望まれなかったのは、山背大兄王が用明天皇の2世王に過ぎず、既に天皇位から離れて久しい王統であったからであり、加えて、このような王族が、斑鳩と言う交通の要衝に多数盤踞して、独自の政治力と巨大な経済力を擁しているというのは、天皇や蘇我氏といった支配者層全体にとっても望ましいことではなかったからである。山背大兄王の奴三成と舎人10数人が矢で土師娑婆連を殺し、馬の骨を残し一族と三輪文屋君（敏達天皇に仕えた三輪君逆の孫）、舎人田目連とその娘、菟田諸石、伊勢阿倍堅経らを連れ斑鳩宮から脱出し、生駒山に逃亡した。家臣の三輪文屋君は、「乘馬詣東國 以乳部爲本 興師還戰 其勝必矣」（東国に難を避け、そこで再起を期し、入鹿を討つべし）と進言するが、山背大兄王は戦闘を望まず「如卿所　其勝必然 但吾情冀 十年不役百姓 以一身之故 豈煩勞萬民 又於後世 不欲民言由吾之故 喪己父母 豈其戰勝之後 方言丈夫哉 夫損身固國 不亦丈夫者歟」（われ、兵を起して入鹿を伐たば、その勝たんこと定し。しかあれど一つの身のゆえによりて、百姓を傷りそこなわんことを欲りせじ。このゆえにわが一つの身をば入鹿に賜わん）と述べた。山中で山背大兄王発見の報をうけた蘇我入鹿は高向国押に逮捕するように命ずるが断られる。
結局、山背大兄王は生駒山を下り斑鳩寺に入り、11月11日（12月30日）に山背大兄王と妃妾など一族はもろともに首をくくって自害し、上宮王家はここに絶えることとなる。蘇我蝦夷は、入鹿が山背大兄王を殺害したことを聞き、激怒したという。
当時の皇位継承は単純な世襲制度ではなく、皇族から天皇に相応しい人物が選ばれていた。その基準は人格のほか年齢、代々の天皇や諸侯との血縁関係であった。これは天皇家の権力が絶対ではなく、あくまでも諸豪族を束ねる長（おさ）という立場であったためである。また、推古天皇の後継者争いには敏達天皇系（田村皇子）と用明天皇系（山背大兄王）の対立があったとも言われている。
また、入鹿に従い、山背大兄王討伐軍の将軍となった巨勢徳太は、大化の改新後の政府で左大臣に任命されているほどの有力なマヘツキミであった。『日本書紀』で入鹿の独断が強調されているのは、「偉大な聖徳太子の後継者を独力で滅ぼした邪悪な入鹿」という人物像を作り上げるためであったと考えられる。
さらに、『藤氏家伝』によれば、山背大兄王の襲撃には、軽王（のちの孝徳天皇）など、多数の皇族が加わっており、山背大兄王を疎んじていた蘇我入鹿と、皇位継承における優位を画策する諸皇族の思惑が一致したからこそ発生した事件ともいわれている。
皇極3年（644年）11月には、蝦夷と入鹿が甘樫丘に邸宅を並べ立て、これを「上の宮門」、「谷の宮門」と称し、入鹿の子供を「王子」と呼ばせ、蝦夷の畝傍山の東の家（橿原市大久保町の橿原遺跡か）も含め、これらを武装化したとされ、蘇我氏の「専横」の一例とされるが、近年の研究によれば、「宮門」や「王子」という呼称は『日本書紀』の文飾であり、専横を示す記事と考える必要はないとされる。緊迫の度を増している東アジア国際情勢を考えれば、国政を司る蝦夷や入鹿が、飛鳥の西方の防御線である甘樫丘や、飛鳥への入り口である畝傍山東山麓の防備を固めるということは、施政者として当然の措置であり、これらのことは蘇我氏主導による国防強化という政策であったことが考えられる。なお、「上の宮門」、「谷の宮門」のどちらかとされる甘樫丘東麓遺跡からは、飛鳥板蓋宮を見下ろすことはできない。
これらの政策により、入鹿は実質最高権力者としての地位を固め、その治世には人々は大いに畏敬し、道に落ちているものも拾わなくなったと言われた（この記述は『十八史略』などに見られる文章を引用した装飾文である）。入鹿は、権臣個人が傀儡王を立てて独裁権力を振るうという、高句麗と同じ方式の権力集中を目指しており、当時の国際情勢に対処するには、これが最も効率的な方式と考えていた。
しかし、そのような入鹿の天下は長くは続かなかった。古人大兄皇子の異母弟で、皇位継承や政治方針において対立関係にあった中大兄皇子（後の天智天皇）・中臣鎌足らのいわゆる乙巳の変（皇極天皇4年6月12日、645年7月10日）により、飛鳥板蓋宮の大極殿において皇極天皇の御前で殺害された。従兄弟に当たる蘇我倉山田石川麻呂が上表文を読み上げていた際、肩を震わせていた事に不審がっていた所を中大兄皇子と佐伯子麻呂に斬り付けられ、天皇に無罪を訴えるも、あえなく止めを刺され、雨が降る外に遺体を打ち捨てられたという。

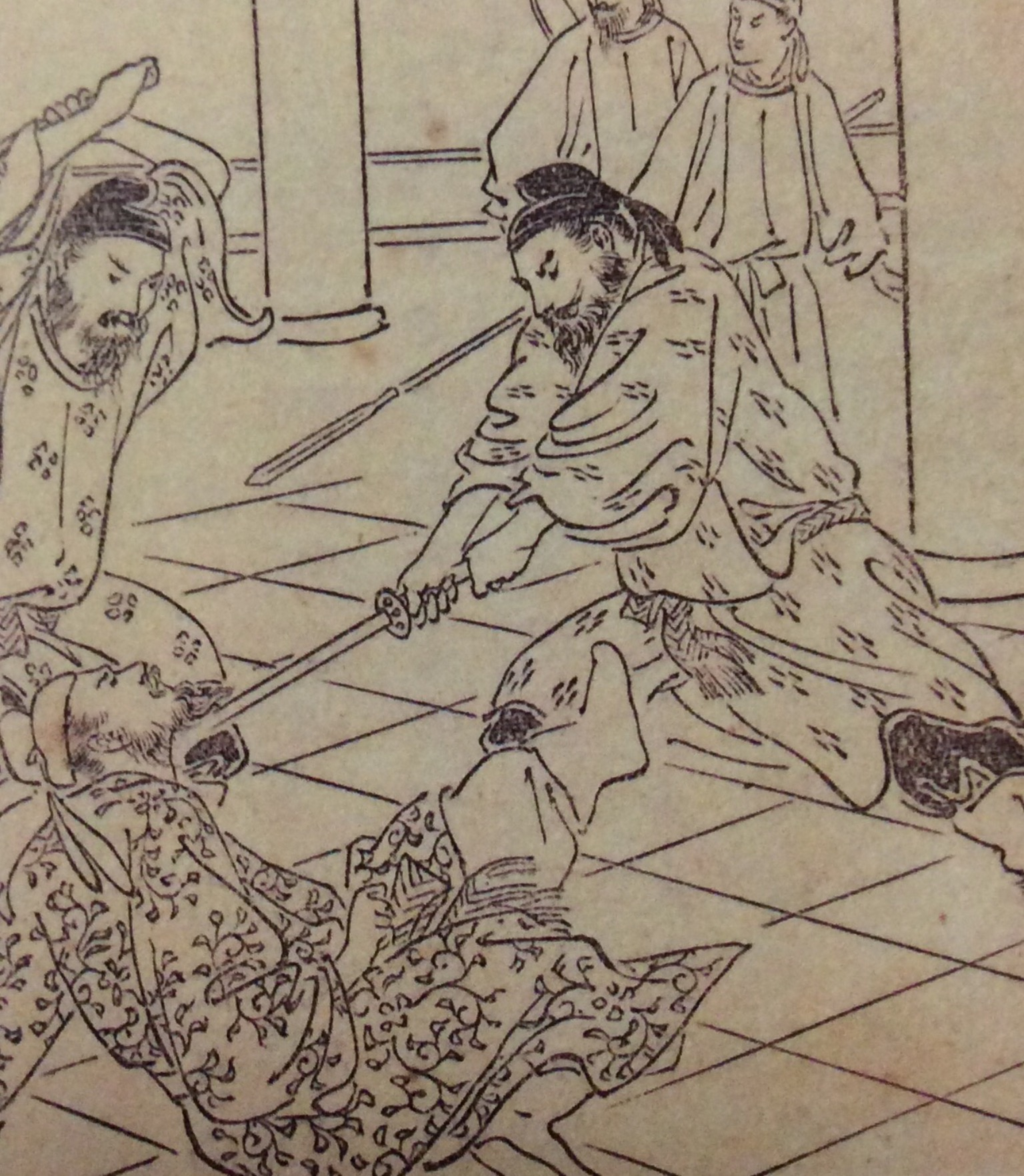
中大兄皇子と中臣鎌足に暗殺される蘇我入鹿 国立国会図書館蔵

中大兄皇子の狙いは、蝦夷と入鹿（蘇我氏本宗家）を倒すことを目的としていただけでなく、これまでの皇位継承の流れから考えると、同時に蘇我系王統嫡流の古人大兄皇子にもあったと考えられる。また、乙巳の変は、大臣（オホマヘツキミ）蝦夷の後継者が入鹿になったことに対する、蘇我氏同族の氏上争いといった側面も見られ、むしろ中臣鎌足が氏上と大臣の座を餌に、蘇我倉氏の石川麻呂と阿倍内麻呂を誘い込んだと見られる。
後日、父・蝦夷も自害し、蝦夷と入鹿の一族も皆殺しとなった。この後も従兄弟の石川麻呂とその弟の赤兄が大臣を務めるが、石川麻呂はのちに謀反の疑いをかけられて滅ぼされ、赤兄も壬申の乱で流罪となり、以降は蘇我氏（石川氏）は納言・参議まで出世するのがやっとな状態となった。かつての勢いは戻らないまま、平安時代初期には公卿が出るのも途絶え、歴史の表舞台から完全に姿を消す事になる。

### 学説
『日本書紀』は入鹿の事績を蘇我氏の越権行為ならびに古人大兄皇子への皇位継承の準備と批判しているが、蘇我氏は元来開明的だった事もあり、唐や百済等当時の国際状況に対応する為だったという意見もある。実際、「上の宮門」「谷の宮門」の跡地とされる場所からは武器庫の遺構や武器が発掘されており、西から侵攻してくる唐や百済、新羅軍から飛鳥の都を守護するために蘇我氏が用意したとも考えられる。また、遣唐使も度々派遣されており、唐の日本派兵を蘇我氏が警戒していたことが窺える。
入鹿の暗殺とそれに続く蘇我本宗家の滅亡に関して、近年では、改革の主導権争いを巡る蘇我氏と皇族や反蘇我氏勢力との確執が暗殺のきっかけになったとする見方がある。
蘇我入鹿という名前には、いくつかの議論がある。明治学院大学教授の武光誠は、当時の時代は精霊崇拝の思想に基づき、動物に因んだ名前を付けることが多かったという風潮から（同年代の「動物に因んだ名」を持つ人物としては廬井鯨、河内鯨、置始菟、巨勢猿、物部熊など）、蘇我入鹿も、海の神の力を借りる為に、イルカにあやかってこの名前を名乗ったという自説を表明している。しかしその一方で京都府立大学学長であった門脇禎二らは、中大兄皇子（後の天智天皇）と中臣鎌足（後の藤原鎌足）が彼の本当の名前を資料とともに消して、卑しい名前を勝手に名付けたという説を表明している。

### 関連史跡
飛鳥寺境内と甘樫丘にほど近い場所に、「入鹿の首塚」が存在する。また、2005年（平成17年）11月13日に奈良県明日香村において、蘇我入鹿邸跡とみられる遺構が発掘された。
三重県松阪市飯高町舟戸にも「入鹿の首塚」と称する五輪塔があり、同地の高見山まで入鹿の首が飛来してこの地で力尽きて落ちたのを村人らが手厚く葬ったものとされている。
この高見山に鎌を持ちこむと必ず怪我をするとされており、それは入鹿を殺害した中臣鎌足の「鎌」の字を忌むからであるとされている。

## 人物
入鹿は、『藤氏家伝』に「宗我太郎」、『上宮聖徳法王帝説』に「林太郎」、『日本書紀』に「君大郎」と見えることから、長男であったと考えられる。この内、「林太郎」の「林」が武内宿禰系の波多八代宿禰の末裔である林臣によるものか、地名によるものなのかは判明していない。
入鹿はまた、『藤氏家伝』や『日本書紀』で「鞍作」と記されているが、鞍作鳥を輩出した鞍作氏との関連は不明である。
『藤氏家伝』によれば、入鹿は青少年期に僧・旻に学問堂で『周易』を学び、「吾が堂に入る者に宗我大郎（蘇我入鹿のこと）に如くはなし」と言われる程の秀才だったとされ、入鹿の学識と人物が優れていたことや、旻から最新の統治技術や国際情勢を積極的に学んでいた人物であったことが推測できる。

## 伝説
高知県吾川郡いの町波川には、蘇我入鹿の末裔の蘇我国光という人物が建久年間にこの地に下向し、波川氏を名乗ったという伝説がある。

## 蘇我入鹿が登場する作品

### 戯曲
- 近松半二ほか『妹背山婦女庭訓』（大坂竹本座初演、1771年）

### 舞台
- 宝塚歌劇団『楽劇（ミュージカル）「鎌足−夢のまほろば、大和（やまと）し美（うるわ）し−」』（演：華形ひかる）
- 宝塚歌劇団『飛鳥夕映え－蘇我入鹿－』（演：彩輝直＝現・彩輝なお）

### 小説
- 井上靖『額田女王』（毎日新聞社）
- 黒岩重吾『中大兄皇子伝』（講談社）
- 黒岩重吾『落日の王子 ― 蘇我入鹿』（文藝春秋）
- 町井登志夫『飛鳥燃ゆ ― 改革者・蘇我入鹿』（PHP研究所）

### 漫画
- ムロタニツネ象『聖徳太子 仏教伝来と法隆寺』（学習研究社／図解まんが日本史）
- 原島サブロー『天智天皇 大化の改新』（学習研究社／図解まんが日本史）
- 山岸凉子『日出処の天子』『馬屋古女王』（白泉社）
- 里中満智子『天上の虹』（講談社）
- 永久保貴一『変幻退魔夜行 カルラ舞う!』
- 長岡良子『暁の回廊』（秋田書店）
- 増田こうすけ『増田こうすけ劇場 ギャグマンガ日和』（集英社／ジャンプ・コミックス）
- 安曇祈『青キ縁ノ箱 〜 Blue-Arc‐of‐Destiny』(pixivコミック)
- 中村真理子、園村昌弘 (原案監修)『天智と天武-新説・日本書紀-』（ビッグコミックス）

### テレビドラマ
- 『額田女王』（テレビ朝日、1980年、演：津川雅彦）
- 『大化改新』（NHK、2005年、演：渡部篤郎）